# Hakiulus texanus
Hakiulus texanus är en mångfotingart som först beskrevs av Chamberlin 1916.  Hakiulus texanus ingår i släktet Hakiulus och familjen Parajulidae. Inga underarter finns listade i Catalogue of Life.